# Kastiliansk häst
Den kastilianska hästen var en typ av häst som utvecklades i Spanien under medeltiden i vad som då kallades Kastilien. Den kastilianska hästen var känd för sina extra gångarter som kallades "Paso Castillano" eller kastiliansk gång. Troligtvis var El Cids häst Babieca (se bilden) en kastiliansk häst. Den kastilianska hästen blev så småningom utavlad i den spanska hästen och skulle även ingå i det avelsmaterial som användes för att avla fram den främsta spanska hästrasen, andalusiern. En rekonstruerad hjord med kastilianska hästar finns idag i Spanien i väntan på att bli erkända som egen ras. 

## Historia
Den kastilianska hästen var vad som kallades en palfreyhäst under medeltiden. Palfreyhästen var mer än typ av häst då man under medeltiden inte dokumenterade stamtavlor och begreppet hästras existerade inte ens. Palfreyhästarna var mycket populära som ridhästar bland adel och speciellt bland damer som kunde ses rida dem på sina ägor. Även knektar använde dem under ceremonier och jakt. Avbildningar av hästarna visar hästar som var lätta i typen och med lång, smal rygg. Bland annat vet man att bergsponnyer från Spanien, Asturconponnyer skeppades till England där de blev kallade för palfreys. Det var troligtvis dessa små ponnyer som även låg i grunden för den kastilianska hästen. Under medeltiden var hästar inte speciellt stora utan medelhöjden för en normal rid- eller stridshäst var ungefär 140-145 cm, motsvarande en medelstor ponny idag. 
Den kastilianska hästen utvecklades under Spaniens storhetstid under medeltiden då de spanska uppfödarna fick tillgång till hästar från övriga Europa och även Asien och norra Afrika. Under 700-talet invaderades den iberiska halvön av de nordafrikanska morerna och de hade med sig ökenhästar, bland annat berberhästar och arabiska fullblod som hade stor inverkan på alla hästarna i Spanien, Frankrike och Portugal. De kastilianska hästarna hade troligtvis en ganska stor dos orientaliskt blod i sig.  
De kastilianska hästarna försvann så småningom när Spanien istället erövrade Amerika efter Christopher Columbus upptäckt. De föll in under begreppet Spansk häst och avlades upp i dessa eller skickades till Amerika. Till slut skulle även de kastilianska hästarna avlas upp helt i andalusiern. 

### Den rekonstruerade kastilianska hästen
Än idag finns begreppet kastiliansk häst kvar och små ponnyer som innehar den speciella gångarten avlas fortfarande i Spanien. Dessa har dock avlats fram genom att hitta hästar som genetiskt har arvsanlag från de gamla kastilianska hästarna och som besatt den speciella gångarten. Troligtvis har man utgått från samma asturconponnyer som kan ha använts i utvecklingen av den gamla kastilianska hästen, samt hittat genetiskt arvsmaterial hos andalusierhästar eller sorraiaponnyer. Idag finns en förening för rasen som har till uppgift att kontrollera att alla ponnyer som registreras eller föds uppnår den strikta standard som uppfödarna måste följa för att en ponny ska kunna kallas kastiliansk. 
Hästarna är fortfarande ca 140-145 cm eller till och med under detta. Försök har gjorts för att få fram större hästar men utan lyckade resultat. De nya kastilianska hästarna ska i så fall betraktas som ponnyer eller miniatyrhästar.

## Egenskaper
De gamla utdöda Kastilianska hästarna var kända för sitt mod och den speciella gångarten. Gångarten har gått i arv till de nya hästarna och genom att sortera ut avelsmaterialet har man även fått fram ett utseende som stämmer överens med de dokumentationer och bildbevis som finns på de utdöda kastilianska hästarna. 
Hästarna är otroligt starka, med en balanserad exteriör. Huvudet är nobelt med lätt utåtbuktande nosprofil. Bröstkorgen och halsen är kraftiga och kroppen är jämnt och väl musklad. Benen är oftast ganska korta i jämförelse med den robusta kroppen men de lite högra hästarna har oftast lite längre ben. Alla färger är tillåtna på hästarna, men det viktigaste hos de nya hästarna är gångarten, Paso Castellano. 